# 矛非鲫属
矛非鯽屬，是條鰭魚綱䲁形目麗魚科下的一個屬。

## 分類
本屬屬於褶唇麗魚亞科，目前被認可的種如下：
- 伊夫林矛非鯽 Docimodus evelynae
- 約氏矛非鯽 Docimodus johnstoni